# Filippo Brunelleschi

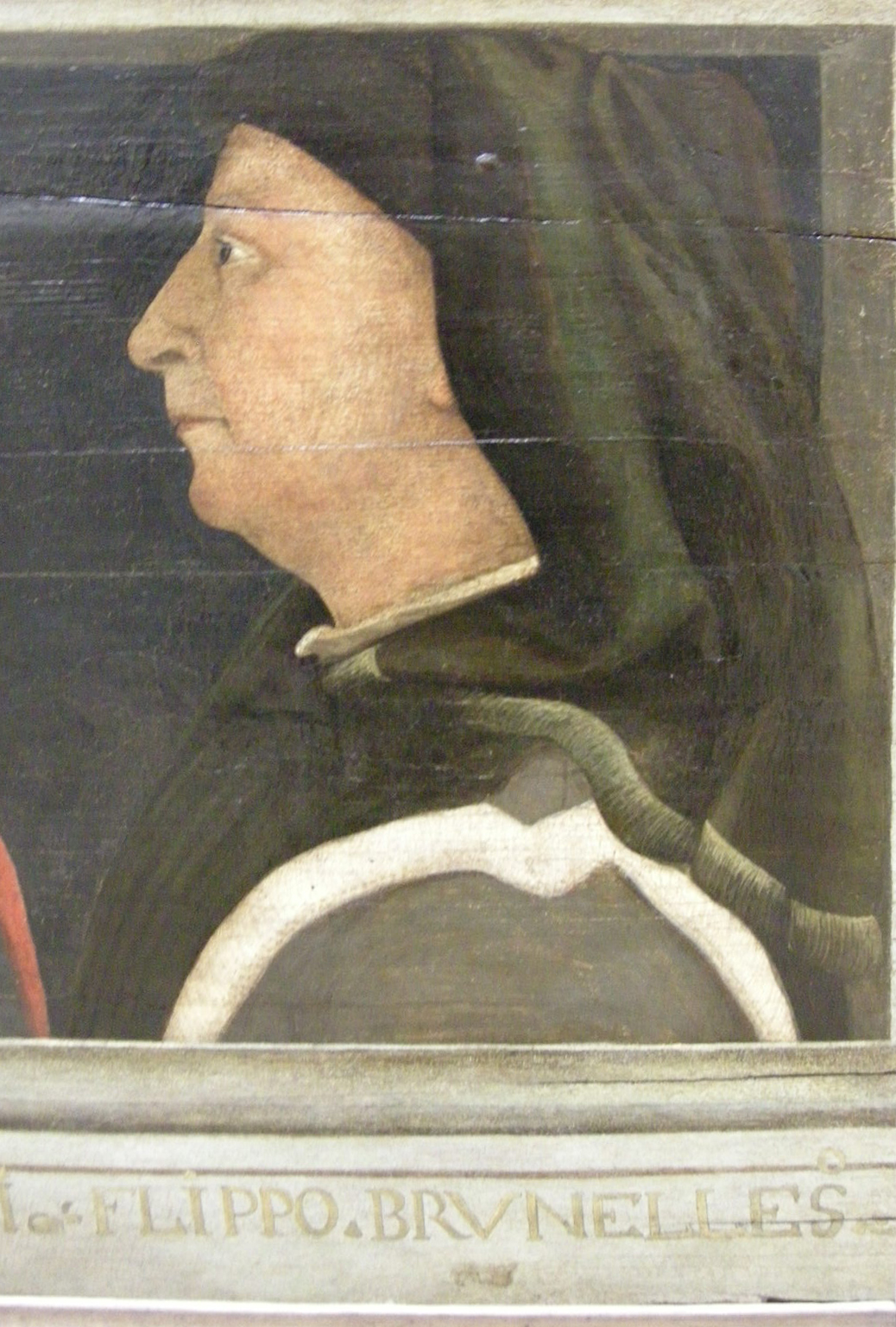
Paolo Uccello: Filippo Brunelleschi arcképe (c. 1550; Louvre)

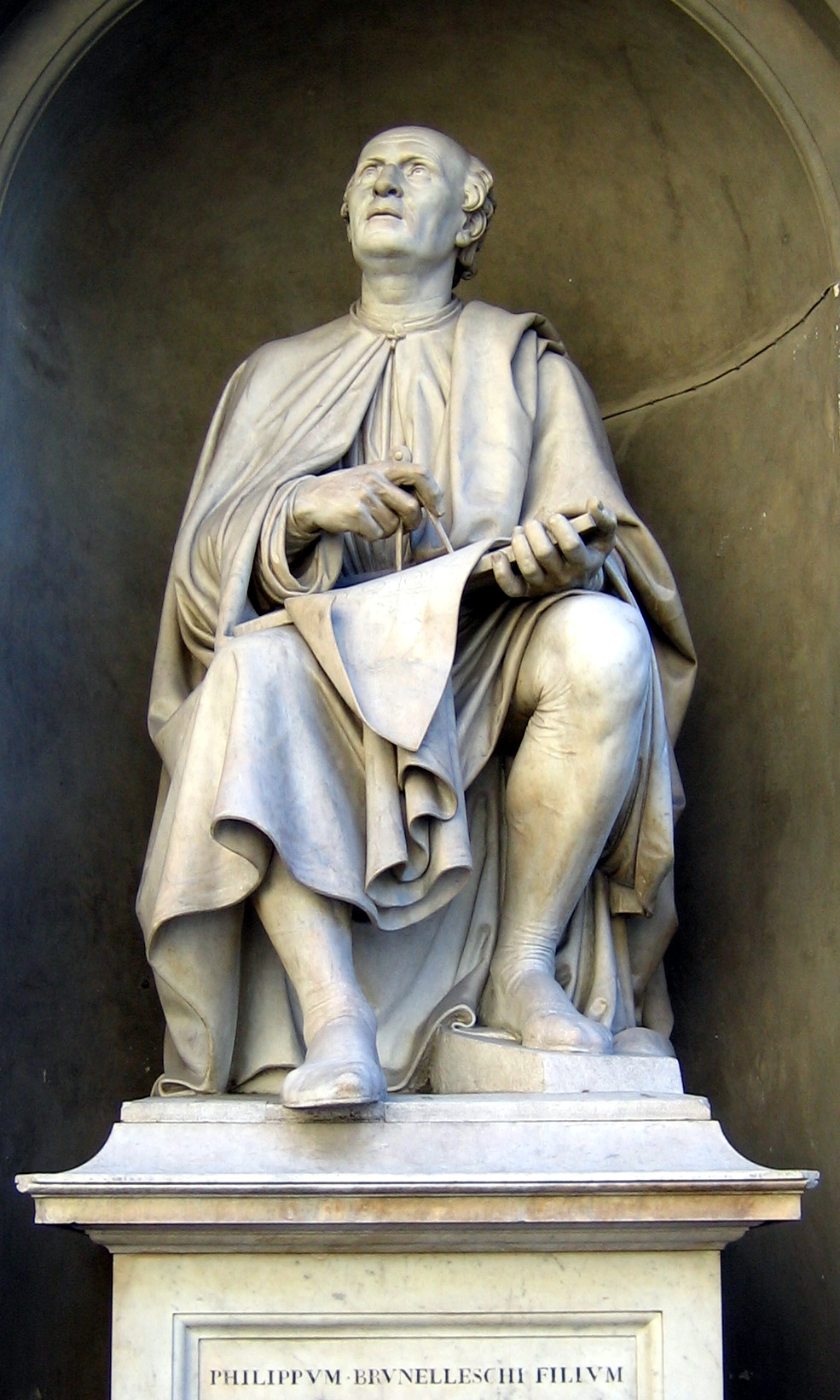
Brunelleschi szobra a firenzei székesegyházban.

Filippo Brunelleschi (Firenze, 1377 – Firenze, 1446. április 15.), építész, szobrász, mérnök, az olaszországi reneszánsz építészet egyik legnagyobb mestere. Főbb munkái Firenzében, és Olaszország más környező városaiban találhatók. Munkásságának, de főleg a Santa Maria del Fiore székesegyház kupolájának a megépítéséért e templomban temették el. Művészként és mérnök föltalálóként is nagysága Leonardo da Vinciéhez hasonlítható.

## Élete
Korai életéről keveset tudunk. Életrajzírói, Antonio Manetti és Giorgio Vasari említik, hogy Filippo apja, Brunellesco di Lippo, jogászember volt, édesanyja neve pedig Giuliana Spini. Filippo a három gyermek közül a középső volt. Atyja hivatali szolgálatra szánta fiát, de Filipponak művészi hajlamai voltak és elszegődött Arte della Seta ötvösműhelyébe. 1398-ban szabadult fel mint ötvösmester. Az első megrendelést a nevezetes firenzei árvaháztól, az Ospedale degli Innocenti-től kapta.
1401-ben Brunelleschi részt vett azon a versenypályázaton, amelyet a firenzei keresztelőkápolna bronzkapujának elkészítésére írt ki a városi építészeti elöljáróság, az Opera del Duomo. Egy másik fiatal, de később nagy nevet szerzett mesterrel, Lorenzo Ghibertivel együtt vett részt e pályázaton. Izsák föláldozása volt az a jelenet, amit a pályázóknak el kellett készíteniük. 1403-ban a bizottság Ghibertit nevezte meg győztesnek, mert ő egyetlen tömbben öntötte ki az egész bronzlapot, míg Brunelleschi több szegeccsel rögzítette a szereplőket a hátlaphoz. A pályázat hatására Brunelleschi építészeti tanulmányokba fogott, hogy más területen túlszárnyalja vetélytársát.

## Brunelleschi, az építész

Brunelleschi kupolája a Santa Maria del Fiore székesegyházon.

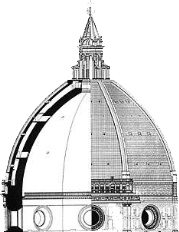
A kupola metszete.

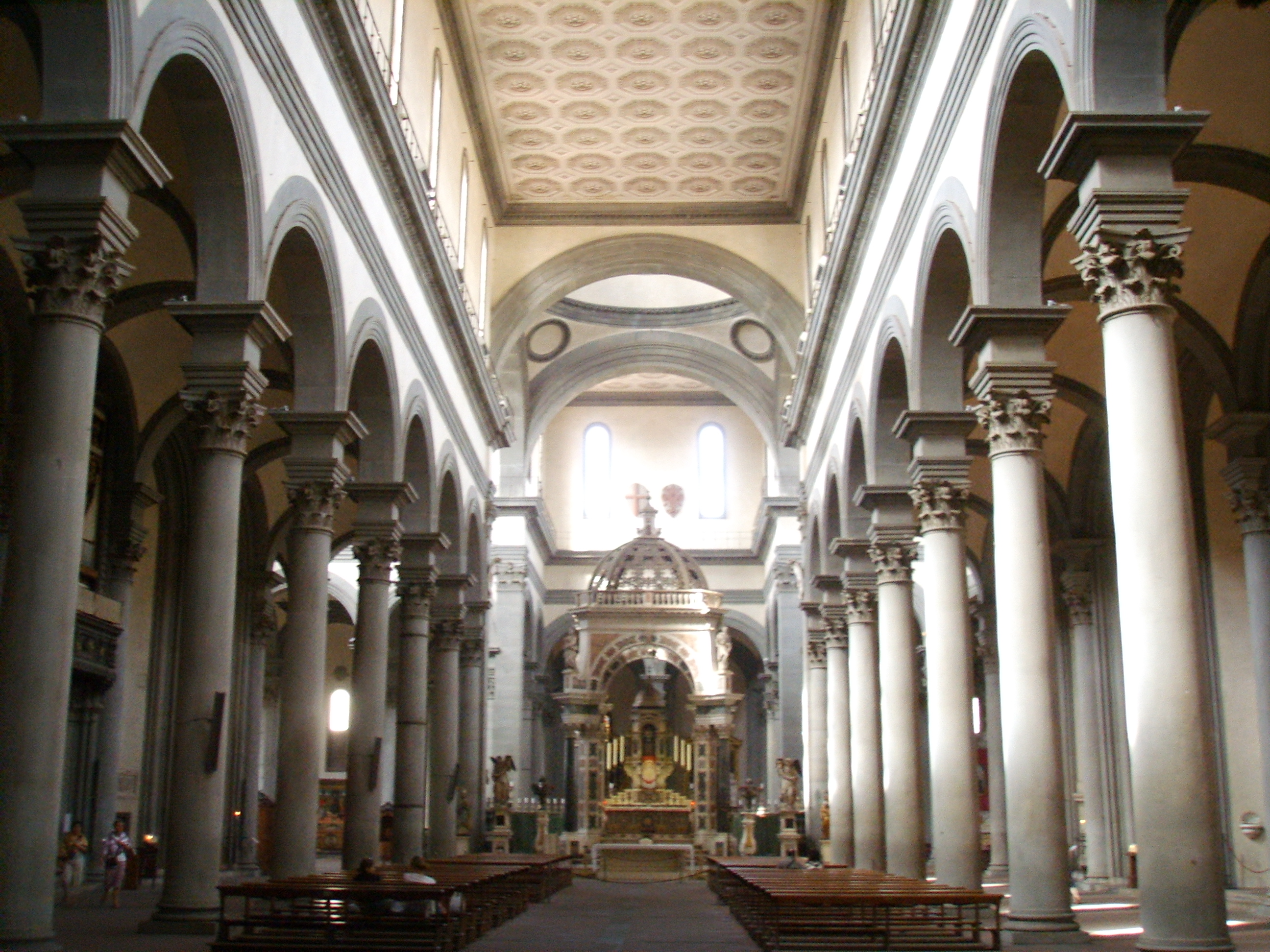
A Santo Spirito templom hajója.

Kevés életrajzi adat maradt fönn arról, hogy Brunelleschi mivel foglalkozott abban az átmeneti időszakban, amíg az ötvösség után (mellett) az építészi pályára képezte ki magát. A kibontakozó reneszánsz gondolkodásmód az antik Róma vívmányai felé fordult. Azt írják az életrajzok, hogy 1402 és 1404 között Brunelleschi, és barátja, Donatello Rómába utazott, hogy az antik romokat tanulmányozza. Donatello is ötvösmesterségben képezte ki magát, s később Ghiberti műhelyében dolgozott. Úgy látszik azonban, hogy bár az írók dicsérettel emlegették az antik Róma szépségeit, részletes tanulmányokat a római romokon a két nagy firenzei mester előtt senki sem folytatott. Brunelleschi és Donatello Vitruvius könyvéből, a De Architectura című (Az építészetről) könyvből merített lelkesedést e munkához.

### Megrendelések
Brunelleschi első építészeti munkáját az árvaháztól (Ospedale degli Innocenti) kapta (1419 és 1445 között. Az építendő előcsarnok pompás építészeti látványossága ma is Firenzének széles árkádjaival, (8 méter) de pompás oszlopsorral és oszlopfőkkel, amelyek az antik klasszikus stílus újraélesztését jelentették.
Röviddel ezután nyerte el a pályázatot az épülő firenzei székesegyház kupolájának a megépítésére (1419-1436), és a San Lorenzo templom (a Medici hercegek temploma) egyik sekrestyéjének, a Sagrestia Vecchia (Firenze) a megtervezésére és megépítésére (1421-1440). A Santa Maria del Fiore székesegyház 1418-ra jóformán elkészült, már „csak” a világ legnagyobb űrtartalmú kupolája hiányzott a tetejéről.
Amikor a firenzei székesegyház tervét elfogadták, senki sem tudta, hogyan építsék meg a kupolát, mert az ókori idők óta sehol nem építettek ekkorát. Ráadásul az antik világ legnagyobb kupolája — a Pantheoné Rómában — félgömb alakú volt, a firenzei tervek azokban karcsúbb, nyolcszög alapra emelt kupolát (valójában kolostorboltozatot) irányoztak elő. A korabeli habarcsok csak napok múlva szilárdultak meg, és nem volt ismert olyan technológia, amellyel a hatalmas állványzatot kívánó kupolaépítést helyettesíthették volna. A kupola építésére kiírt pályázat, majd az építés viszontagságos történetét Ross King Brunelleschi's Dome, The Story of the great Cathedral of Florence (Brunelleschi kupolája. A firenzei székesegyház építése) című könyve írja le. Az 1419-ben meghirdetett pályázaton ismét Lorenzo Ghiberti és Filippo Brunelleschi versenyzett, de ezt a megbízást Brunelleschi nyerte el.
A kupola építése töltötte ki ettől fogva Brunelleschi életét. Számos műszaki találmányát tervezte és építette meg ez alatt az idő alatt, 1419-től 1446-ban bekövetkezett haláláig. Eredményes munkája nem kis részben matematikai és műszaki zsenialitásának volt köszönhető. Az építkezés méreteiről sokat elárul, hogy Brunelleschi mintegy 4 millió téglát használt föl a kupola építéséhez, nem is szólva a gerendákról és más beépített anyagokról. A szállításhoz több gépet föltalált. Ezek egyike az első tengelykapcsolóval ellátott emelődaru volt. Munkái inspirálhatták az egyik antik könyv újrakiadását is: Vitruviusnak az építészetről szóló, már említett könyvét, amely római kori gépek leírását is tartalmazta az i. sz. első századokból, amikor a római Pantheon és Diocletianus fürdői is épültek. Ezek még Brunelleschi idejében is állottak, és ő minden bizonnyal tanulmányozta is őket. Ő volt az egyik első olyan feltaláló, aki szabadalmat kért a várostól találmányainak védelmére.
Két további templom tervezésében és építésében vett részt. Ezek a San Lorenzo (Firenze) bazilika (1419-1480) és a Santo Spirito (Firenze) (1441-1481). Mindkettőt a reneszánsz építészet gyöngyszemeiként tartjuk számon.

## Brunelleschi munkássága
Brunelleschi érdeklődése kiterjedt a matematika és a mérnöki tudományok számos területére, tanulmányozta az antik hidraulikus gépeket és óraműveket is, melyek közül több fönnmaradt.
Brunelleschi részt vett erődítési munkákban is. Firenze katonai műveleteket folytatott abban az időben Pisa és Siena ellen. 1427-ben Brunelleschi szerencsétlenül járt egy óriási szállítóbárka megépítésével. A bárka neve Il Badalone volt és márványt szállított vele az Arno folyón, de az megfeneklett és fölborult.
Az építészeten túl fontos fölfedezései voltak a perspektív ábrázolás területén. 1415-ból életrajzírója, Manetti leírja híres kísérletét a dóm előtt álló keresztelőkápolna (Battistero) perspekítivikus ábrázolásáról. Másrészt részt vett a városépítési tervezésben is, aminek egyik célja az volt, hogy áttekinthetőbb legyen a város szerkezete. Egyik példája ennek a San Lorenzo templom előtt nyitott tér is 1433-ban. A Santo Spirito templom építésekor pedig javasolta, hogy a templom homlokzata az Arno folyóra nézzen, hogy az utazók is láthassák azt.

## Főbb munkái

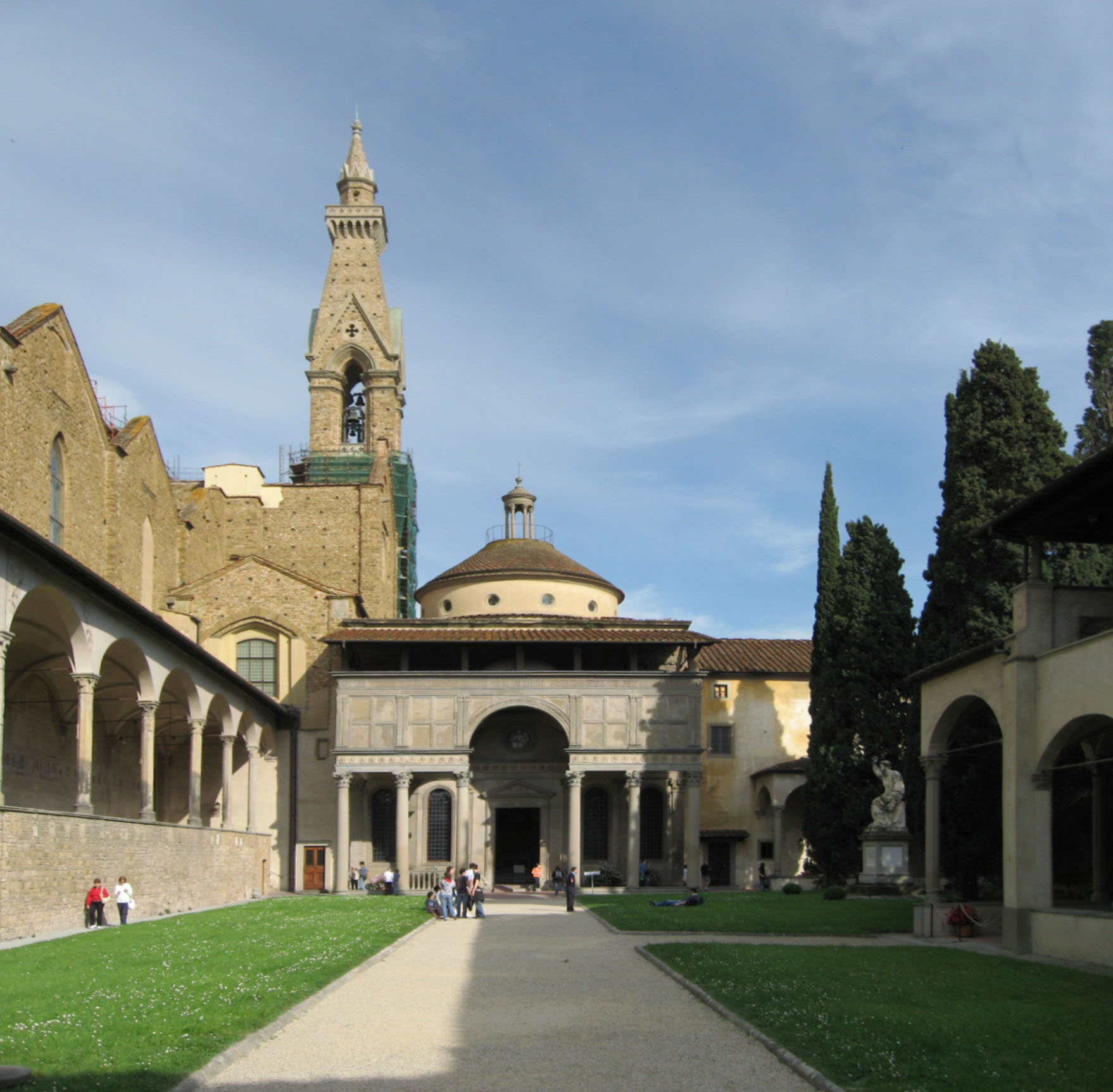
A Pazzi család sírkápolnája, egyik utolsó munkája.

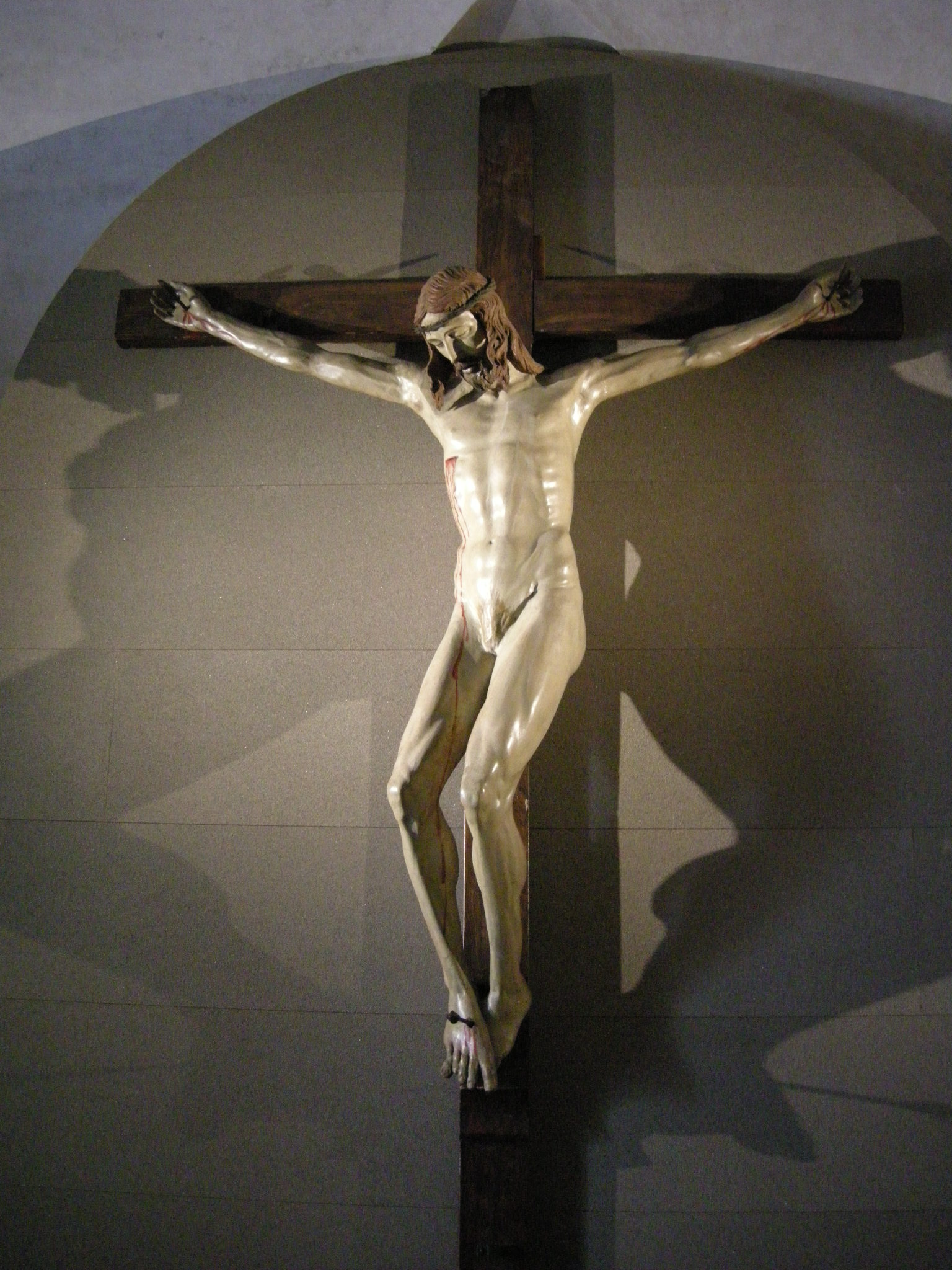
Feszület, Santa Maria Novella templom, Firenze

A legfontosabb olyan műalkotások listája, melyek tervezésében, vagy építésében Brunelleschi részt vett:
- A Santa Maria del Fiore székesegyház, (1419-1436)
- Az Ospedale degli Innocenti, menhely és kórház (1419-től kb. 1445-ig)
- A San Lorenzo (Firenze) bazilika (1419-1480)
- A Guelf Párt Palotája Firenzében (1420-1445)
- A Sagrestia Vecchia (Firenze), vagy más néven az Öreg Sekrestye a San Lorenzo templomban (1421-1440)
- A Santa Maria degli Angeli (Firenze): befejezetlen, (építeni kezdték 1434-ben)
- A Santa Maria del Fiore székesegyház kupolájának laternája (1436-1450)
- A Santa Maria del Fiore székesegyház exedrái (félköríves apszisai) (1439-1445)
- A Santo Spirito bazilika (1441-1481)
- A Capella Pazzi (Firenze) kápolna (1441-1460-as évek)

## Halála

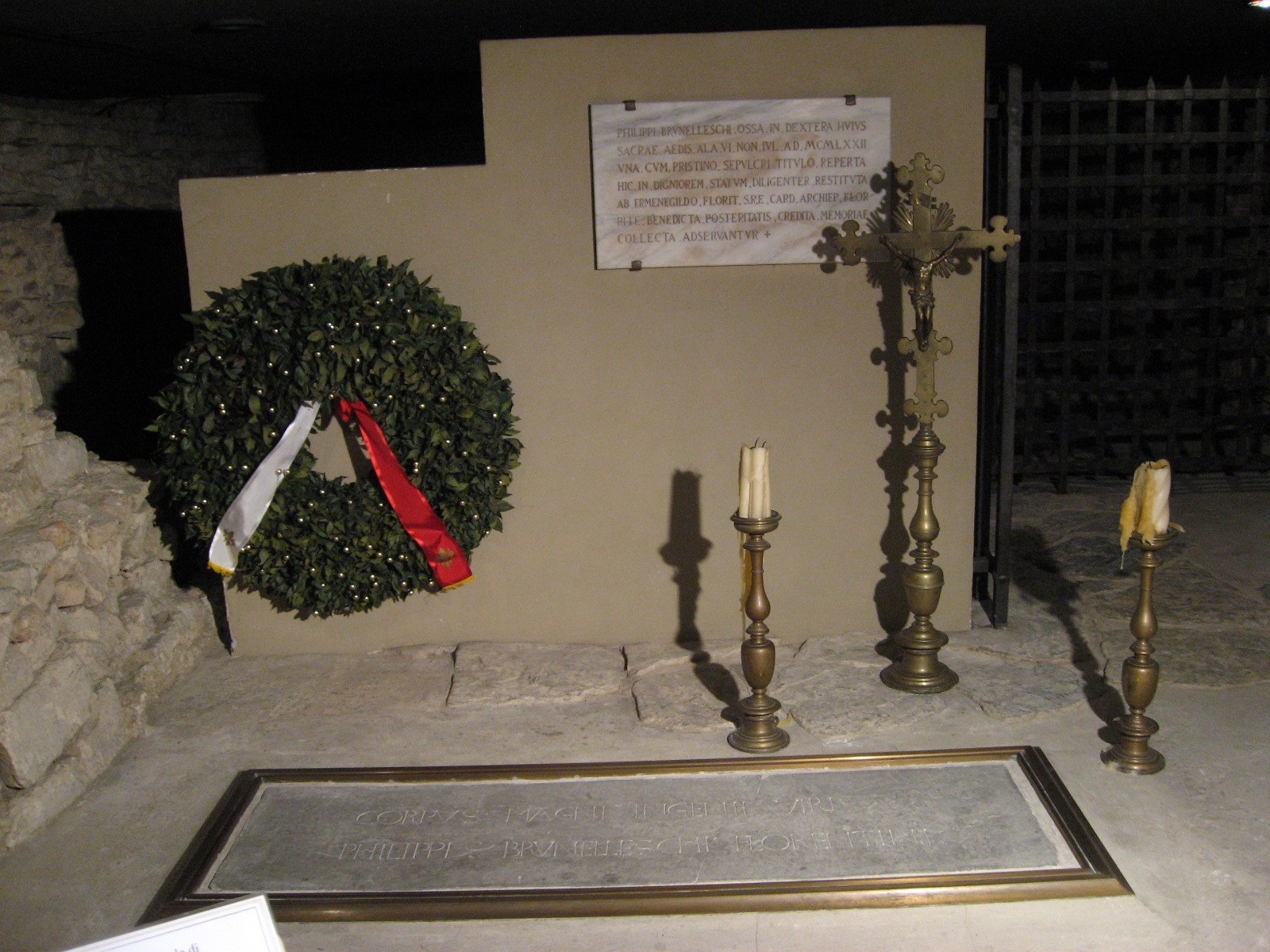
Brunelleschi síremléke a székesegyház kriptájában

Brunelleschi teste a Santa Maria del Fiore székesegyház kriptájában nyugszik.

## Lásd még
- Vitruvius